# Horst Heidrich

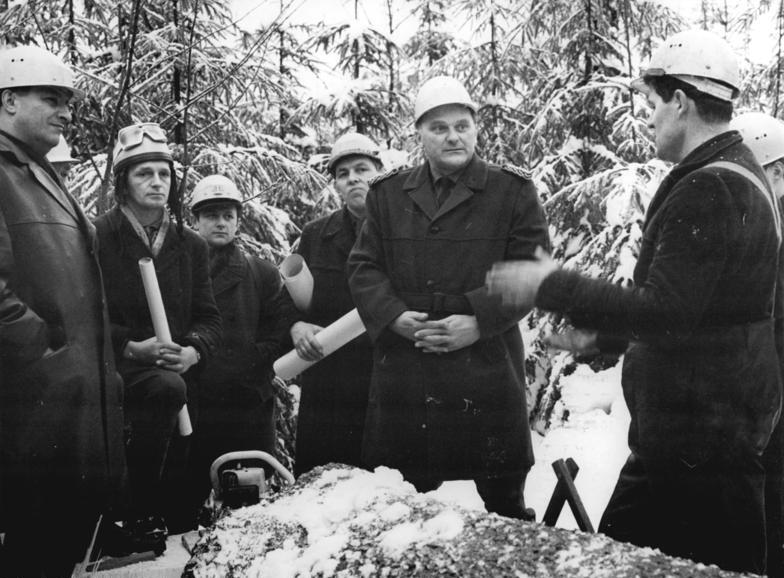
Horst Heidrich (zweiter von rechts), 1969

Horst Heidrich (* 7. Februar 1920 in Satzung; † 16. August 1992) war Generalforstmeister und stellvertretender Minister für Land-, Forst- und Nahrungsgüterwirtschaft der DDR.

## Leben
Der Sohn eines Bauarbeiters wurde zwischen 1934 und 1939 zum Waldarbeiter im Forstamt Steinbach im Erzgebirge ausgebildet. Er wurde Forstanwärter. Am 20. September 1938 beantragte er die Aufnahme in die NSDAP und wurde zum 1. September 1939 aufgenommen (Mitgliedsnummer 7.173.829). Im Jahr 1940 wurde er zur Wehrmacht eingezogen und leistete bis 1945 Kriegsdienst, zuletzt als Unteroffizier.
Nach dem Krieg trat er der SPD bei (ab 1946 durch die Zwangsvereinigung von SPD und KPD Mitglied der SED). Von 1946 bis 1948 besuchte Heidrich die Fachschule für Forstwirtschaft in Tharandt. 1949 legte er die Revierförsterprüfung ab und war danach als solcher und Fachlehrer in Wermsdorf tätig. 1951 wechselte er als Forstschutzreferent in das Sächsische Ministerium für Land- und Forstwirtschaft nach Dresden. 1963 wurde Heidrich Leiter der Hauptverwaltung Forstwirtschaft der Produktionsleitung des Landwirtschaftsrates und Generalforstmeister. 1972 wurde er stellvertretender Minister für Land-, Forst- u. Nahrungsgüterwirtschaft. Diese Funktion übte er bis zu seiner Invalidisierung 1975 aus.

## Auszeichnungen
- 1969 Vaterländischer Verdienstorden in Bronze
- 1970 Artur-Becker-Medaille in Gold